# Psychedelic Insanity
Psychedelic Insanity（サイケデリック インサニティ）は、宝野アリカと片倉三起也による日本の音楽ユニット、ALI PROJECTの9作目（インディーズから通算）のオリジナルアルバム。
『Dilettante』以来2年2か月ぶりのオリジナルアルバム。収録曲数・最終トラックがインストゥルメンタルとなることに前作との共通点がみられる。
タイトルは直訳すると「サイケな狂気」。

## 収録曲
1. 青嵐血風録
  - 宝野によると、「愛と誠」（前作『Dilettante』に収録）、「勇侠青春謳」（シングル）に続く「大和ソング」という。
  - サビの最後にエドヴァルド・グリーグ作曲の『4つのノルウェー舞曲 第3番』の旋律が引用されている。
  - サビにアルバート・ケテルビーの『修道院の庭にて』が引用されている。
  - 間奏にエドヴァルド・グリーグの『２つのノルウェーの旋律 第1曲 民謡の調子で』の旋律が引用されている。
  - イントロにBIG FISH AUDIO社のサンプル音源『HIP HOP EXOTICA』より「02  086 Dmin」「08  102 Cmin」が利用されている。
2. 暗黒サイケデリック
  - 楽曲タイトルはALI PROJECTの2007年におけるライブツアーのタイトルとしても採用されている。
  - 2009年3月4日に稼動したコナミデジタルエンタテインメントの音楽ゲーム『pop'n music 17 THE MOVIE』にてジャンル「アリプロ2」で収録された。PSP版『pop'n music portable』にもジャンル「暗黒サイケデリック」として収録。
  - Aメロ直前にBIG FISH AUDIO社のサンプル音源『HIP HOP EXOTICA』より「02 - Shana」「03 - Sitar」が利用されている。
3. CYBER DEVILS
  - 歌詞が『少女殉血』等と同じように漢字部分以外カタカナで表記されている。
  - もともと「GOD DIVA」「KING KNIGHT」の2曲と、3部作として作られた楽曲だったが、あまりに系統が違いすぎるために除外された。歌詞の内容は中井英夫の短編「卵の王子たち」を意識したと思われる。
  - イントロ、間奏にBIG FISH AUDIO社のサンプル音源『SYMPHONIC MANOEUVRES』より「No Escape[1]」が利用されている。その他、同音源より2番~3番の間奏には「Cat And Mouse[2]」が利用されている。
4. 胡蝶夢心中
  - 胡蝶の夢は“この世の生の儚いことのたとえ”。
  - イントロにBIG FISH AUDIO社のサンプル音源『SYMPHONIC MANOEUVRES』より「Only A Dream[3]」「Undefeated」が利用されている。
  - サビにアナトーリ・リャードフの『2つの小品 ワルツOp. 9-1』が引用されている。
5. 纏われし者ら
  - 韻文体詩が混じった曲。
6. 欲望
7. 暴夜layla幻談
  - 「あらびあ・らいら・げんだん」と読む。「暴夜」はアラビア、layla（ライラ）は夜の意。千夜一夜物語も参照。
  - 2番~3番の間奏にBIG FISH AUDIO社のサンプル音源『SYMPHONIC MANOEUVRES』より「Desert Trek[4]」が利用されている。
  - イントロにBIG FISH AUDIO社のサンプル音源『HIP HOP EXOTICA』より「30  090 Cmin」が利用されている。その他、Aメロには「07  104 Cmin」が、Bメロには「33  088 Gmin」が利用されている。
8. 六道輪廻サバイバル
  - 六道、輪廻、五衰など仏教用語を多用している。六道珍皇寺も参照。
  - サビ直後にBIG FISH AUDIO社のサンプル音源『SYMPHONIC MANOEUVRES』より「Night Watch[5]」が利用されている。
  - GAROの『学生街の喫茶店』との類似が指摘されている。
9. 若い死者からのレクイエム
  - アルバムが発売されるまでのタイトルは「若き死者からのレクイエム」だったが、「若い～」に変更された。宝野によると、歌詞は虐めが原因で自殺した子供達の遺影が皆笑顔の写真であったことに注目し、彼らの笑顔が語りかけるものを表現[6]している。
  - サビにカミーユ・サン＝サーンスの『弦楽四重奏曲第2番ト長調 作品153 第2楽章』が引用されている。
10. gai desespoir(instrument)
  - 作曲を担当している片倉三起也のソロアルバム「Lento」より別アレンジで再収録。意味は仏語で「快活なる絶望」。

## 参加ミュージシャン
- 作詞：宝野アリカ
- 作曲：片倉三起也
- 編曲：片倉三起也(M1，M2，M3，M4，M6，M7，M8)、平野義久(M9, M10)
- ストリングスアレンジ：渡辺剛(M4, M6)

## クレジット
| Performed by ALI PROJECT | Performed by ALI PROJECT                                                   |
| ------------------------ | -------------------------------------------------------------------------- |
| Engineered by            | Jiro Takita                                                                |
| Recorded & Mixed at      | CRESENTE STUDIO                                                            |
| Recorded & Mixed at      | LANDMARK STUDIO                                                            |
| Recorded & Mixed at      | FLAMINGO SOUND                                                             |
| Recorded & Mixed at      | Zazou Music Shed                                                           |
| Mastering Engineered by  | Yoichi Aikawa(相川洋一)（Rolling Sound）                                   |
| Sound Produced by        | Mikiya Katakura                                                            |
| Music Coodination        | Emari Mamiya(間宮えまり)（Genuine）                                        |
| Art Direction & Design   | Maiko Yoshino(吉野磨衣子)（YOTINO）                                        |
| Photography              | Hironobu Onodera(小野寺廣信)                                               |
| Make-up                  | Fusae Tachibana(橘房図)                                                    |
| Hair                     | [a]narchy                                                                  |
| Stylist                  | SiSeN & Allica & Keiko Shibuya(渋谷ケイコ)（少女貴族）                     |
| Artist Management        | Boris Vian Inc.                                                            |
| A&R                      | Tomoko Okada(岡田知子)（Tokuma Japan Communications）                      |
| Sales Promotion          | Hideo Tanaka(田中英雄)（Tokuma Japan Communications）                      |
| Special Thanks to        | Makoto Sugimoto(杉本真)、Naho Ohyama（Backstage Project）                  |
| Special Thanks to        | Yoshimoto Ishikawa(石川吉元) / Cherry / Komaki / Abe chan / J'zK（茶漬け） |

## 備考
- ブックレットの歌詞に数箇所ミスがある。

CYBER DEVILS 右列下から3行目　蛾ニヤレル前ニ→蛾ニヤラ レル前ニ
六道輪廻サバイバル 右列下から3行目　六道ヶ坂→六道ヶ辻
- 今作の宝野の衣裳は少女貴族のスタイリングによるゴシック・アンド・ロリータやゴシック・ファッションではなく、ドラァグクイーンの紫泉のコーディネートによる「サイバーゴス(Cyber Gothic)」というKERA系ファッションである。